# آتشینک
آتشینک (نام علمی: Dolichosoma) نام یک سرده از تیره آتشینان است.
آتشینک معروف‌ترینِ پنهان‌پایان است؛ گروهی از دوزیستان بی‌پا که به مار شباهت داشتند. این جانور چند ردیف دندان کوچک نوک‌تیز داشت که به دندان‌های بعضی از مارهای غیرسمی امروزی شبیه بودند. تیره‌ی پشت آتشینک بیش از ۲۰۰ مهره داشت که دوسومشان در دمش قرار گرفته بودند. آتشینک احتمالاً خشکی‌زی بود، کنار آبگیرها و دریاچه‌ها می‌زیست و برای یافتن شکار لابه‌لای گیاهان آبی جستجو می‌کرد.